# Massif du Kemberg
Pour les articles homonymes, voir Kemberg (homonymie).
Le massif du Kemberg est un alignement de modestes hauteurs boisées des Vosges, bordant à l'ouest la vallée de la Meurthe dans sa partie comprise entre Saulcy-sur-Meurthe et Saint-Dié-des-Vosges. D'un point de vue traditionnel, il ne comprend pas son avancée septentrionale, nommée la ou les roche(s) Saint-Martin.

## Toponymie
Le toponyme désigne initialement l'endroit où la vallée de la Meurthe se courbe depuis le sud vers l'est, il provient de l'évolution des termes celtes cambo « courbe », cumbria « vallée », ber(g) « mont » et ola « lieu peut-être avec un qualificatif sous-entendu d'observation ». La pratique vernaculaire gauloise continentale pourrait expliquer la simplification du terme final qui n'est plus que le produit de l'adjonction du terme gaulois polyvalent kamm, « courbe, changement », voire « torsion, lovement pour un corps défini et continu » à la racine principale ber(go), signifiant « montagne, élévation notable ». Les patois romans disparus de Saulcy et de Saint-Dié, comme ceux encore vivants de la vallée de la Haute Meurthe et de la Fave ont gardé le produit de cette lente évolution phonétique, à savoir le mot kébè pour désigner l'ensemble du massif forestier visible depuis les lieux habités des vallées et collines.
La ligne de faîte du bloc principal est en effet la hauteur clef de la haute vallée de la Meurthe avant qu'elle ne se cambre brusquement vers l'occident, rejetée par les vastes éboulements collinaires de l'Ormont qui repoussent aussi la Fave affluente de la Meurthe. Elle est isolée par des combes profondes et surtout par la boucle de la grande vallée de la Meurthe.
Les manuscrits des archives locales ne témoignent que de différences orthographiques et phonétiques mineures : Kemberg (1588), Camberg (1599), Montagne de Camberg (1737), Forêt de Cambert (1771), Kambert (XIXe siècle).
Le Kemberg, regarde c'est là où se courbe la vallée, affirmait encore la tradition orale des habitants de l'Ormont ou les familiers des hauteurs du chemin Saint-Dié vers l'Alsace. Il est encore remarquable que le massif du Kemberg délimité par la tradition et en partie caché aux regards des montagnards de Coinches ou des hauteurs de Mandray paraisse comme éventré en son cœur par le vallon surcreusé de Grandrupt, confirmant un autre sens précis possible, de lieu de hauteur évasée par la courbure d'une vallée.
Son versant nord surplombe le petit-Saint-Dié. Il est encore souvent dénommé à part montagne ou roche Saint-Martin. Le ou les roche(s) Saint-Martin, séparées par le col homonyme, apparaissent à l'occident de la ligne de faîte du Kemberg. Le pouvoir militaire, aspect du politique quand la justice est perdue, s'est installé très tôt au lieu-dit du Petit-Saint-Dié. On le connaît justement comme le premier lieu de fondation du ban de cette vallée en amont, dénommée plus tardivement « Val de Galilée ».

## Géographie

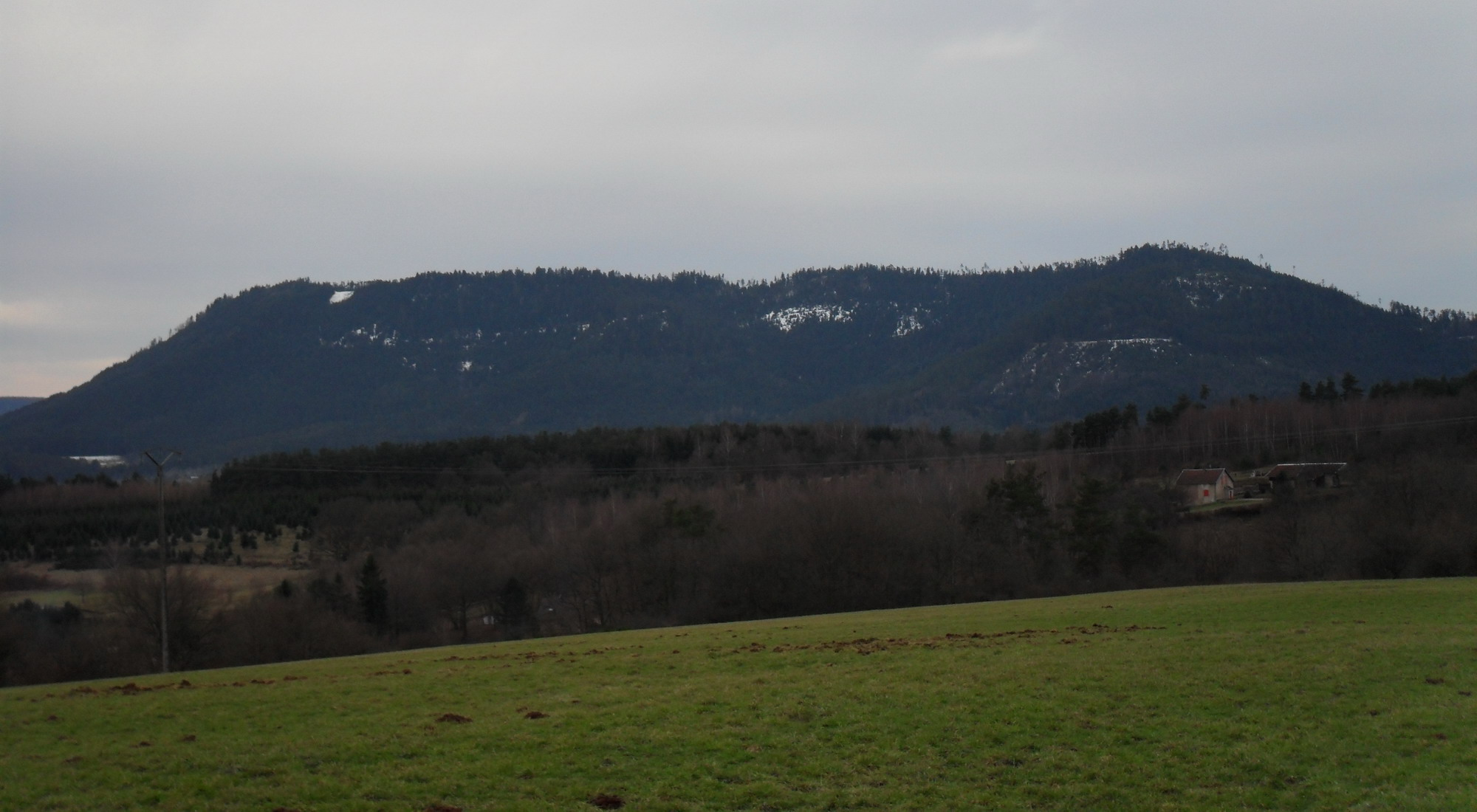
Face occidentale du Kemberg depuis les premières collines de l'Ormont surplombant la Fave. Ces hauteurs du Kemberg dans l'axe de la haute vallée de la Meurthe sont aussi visibles depuis Anould.

Le massif est un bloc gréseux, fortement raviné, au cœur du bassin permien de Saint-Dié. Il s'affaisse dans sa partie principale du sud vers le nord, la ligne de faite passant de 761 à 715 mètres d'altitude. L'étroitesse de sa ligne de faîte, par ailleurs dentelée, est remarquable.
Son profil oriental, descendant vers la passe d'Anozel, rappelle le relief lorrain typique de cuesta. La pointe occidentale en forme de casque guerrier antique, surmonté d'une pointe de roches, a pris le nom de saint Martin.

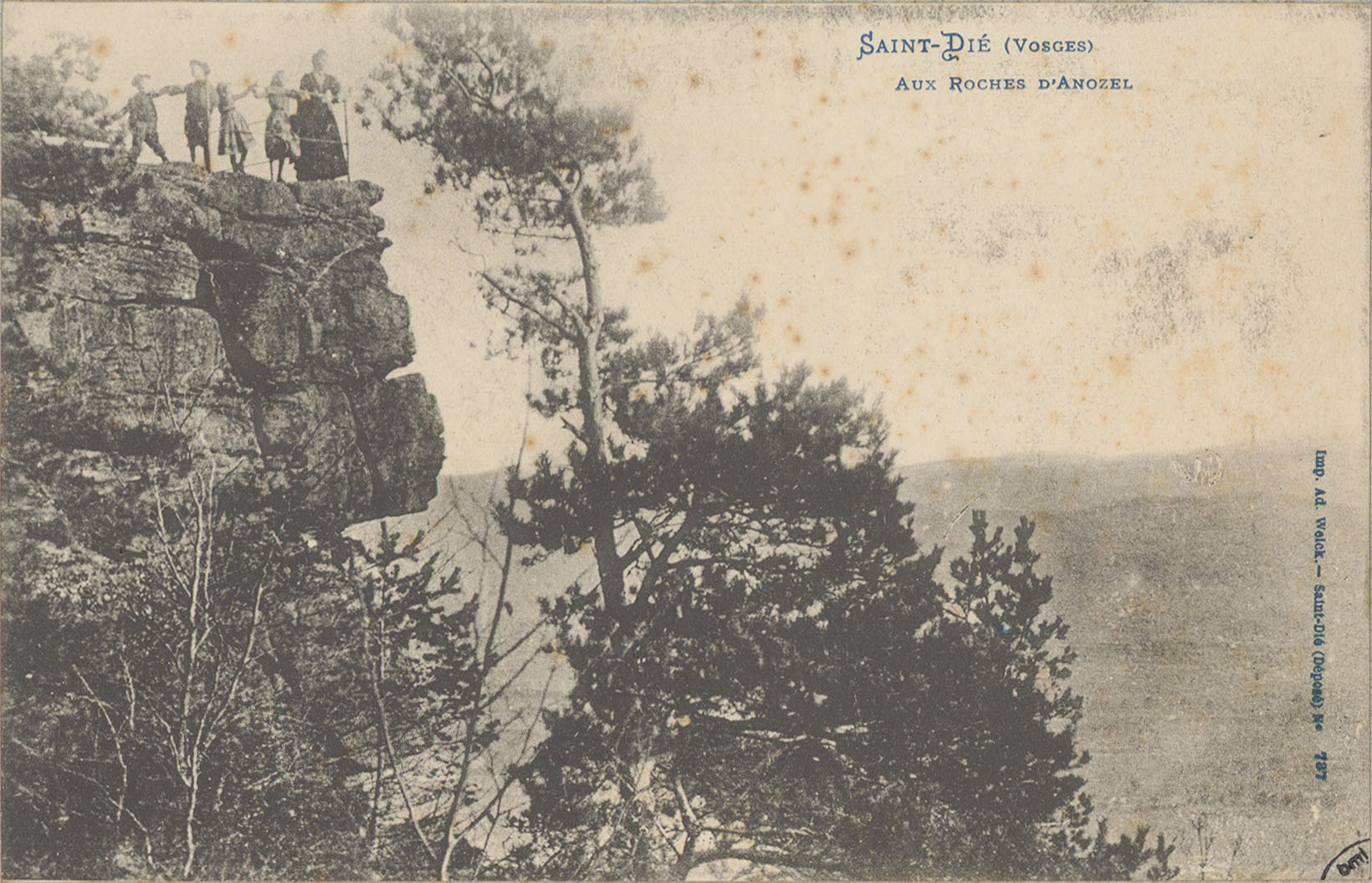
Aux roches d'Anozel (carte postale d'Adolphe Weick).

Ce massif gréseux, constellé de roches de conglomérats gréseux sur ces sommets aux lignes courbes et dentelées, est partagé entre les communes de Taintrux, Saulcy et Saint-Dié-des-Vosges. Le sommet le plus élevé est composé des roches d'Anozel à 761 mètres d'altitude : il appartient à la ligne de faîte orientale légèrement curviligne en forme de S inversé, qui décline insensiblement vers le nord tout en restant souvent au-dessus de 700 mètres d'altitude. Les principales roches en corniche sont : la roche Saint-Martin, la roche de l'Enclume, la roche d'Anozel qui possède sur sa face méridionale une exceptionnelle diaclase courbe.
Le massif principal est équipé de sentiers balisés par la société des promenades ou Club vosgien. Un sentier nommé « tour du Kemberg » le ceinture.
Néanmoins, pour comprendre ce massif dissymétrique en partie effondré à l'est et au sud, il est nécessaire de lui adjoindre les deux monticules jumeaux détachés à l'occident, aujourd'hui forêt de Chaumont et Pierre de Laitre, dont les bouts sommitaux culminent vers 620 mètres d'altitude. Entre les hauteurs de la ligne de faîte principale et ses deux monticules s'évase une vallée remarquable, dénommée aujourd'hui Grandrupt. Son ruisseau homonyme rejoint le Taintroué entre le vieux hameau de Chaumont et les Moîtresses.
Voici une liste des roches ou hauteurs, des fontaines et autres points remarquables du vaste massif du Kemberg avec mention, lorsqu'elle est répertoriée sur la carte, leur altitude :
- Roches : la Pierre de Laitre (627 mètres d'altitude), la Pierre Percée (701 m), la roche des Bûcherons (600 m), la roche du Champignon (733 m), les roches Saint-Martin (599 m), la roche d'Anozel (712 m), la roche de l'Enclume (650 m), la roche du Kiosque (715 m), la roche de la Reine (près de la roche du Kiosque) ;
- Fontaines : la Froide Fontaine (550 m), le Sapin qui pisse, la Fontaine des Chevaux, les Trois Fauteuils (460 m) ;
- Autres lieux : le Château d'eau, la Croix Saint-Georges (450 m).

## Histoire

### La mine de cuivre d'Anozel

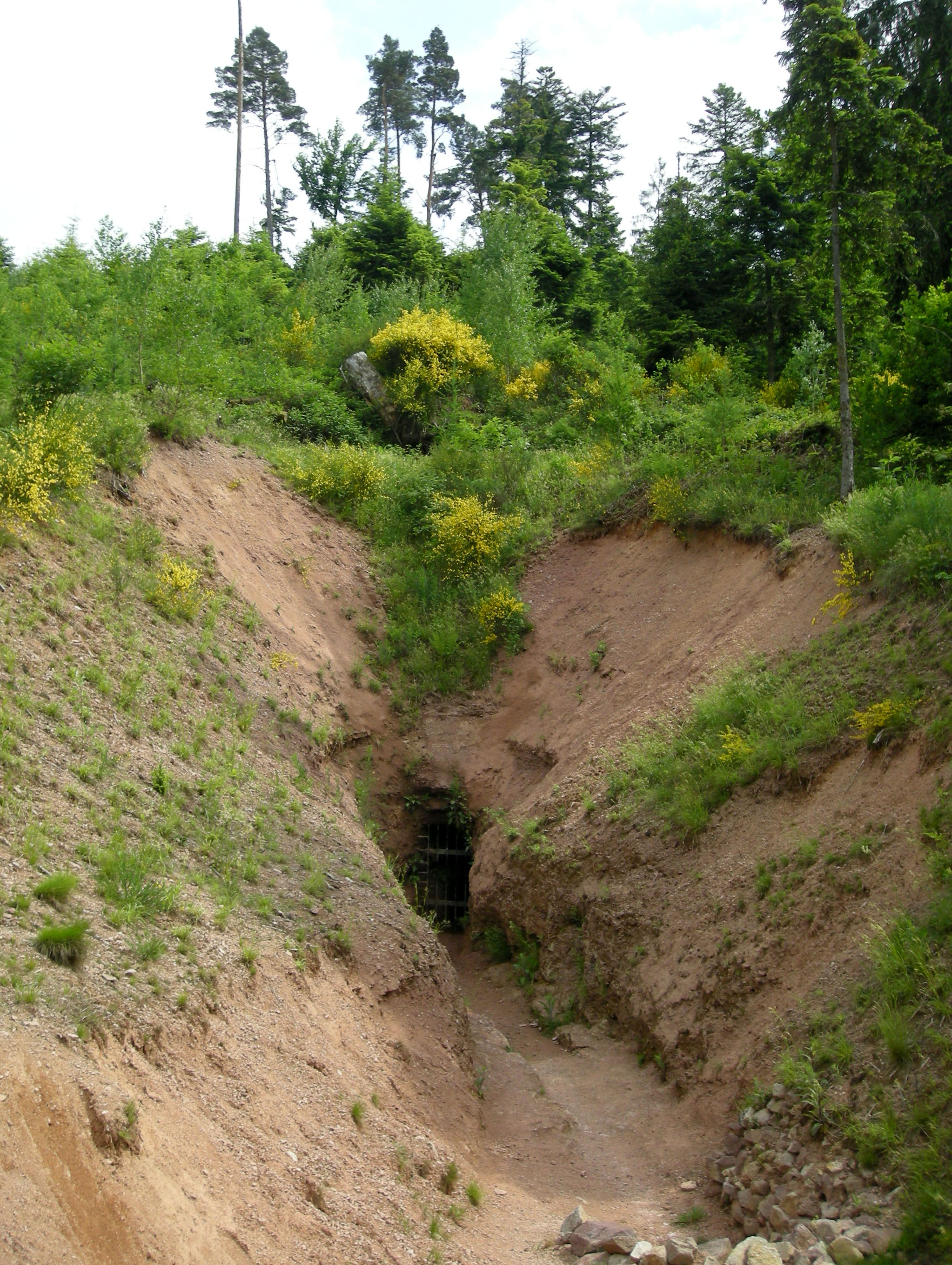
Dégagement d'une galerie à l'ancienne mine de cuivre de Saint-Jean d'Anozel

L'activité des mines est très ancienne, probablement antérieure aux premières traces écrites du Xe siècle et aux archives de la fin du Moyen Âge. L'extension et la diversité géographiques des installations minières a changé au gré des siècles. Un acte de Gérard, évêque de Toul, qui dans sa pérégrination sacrée vers 985 remonte la vallée de la Meurthe rappelle les droits de l'évêque dès la fondation du monastère des Jointures à posséder une part d'un dixième, c'est-à-dire une dîme spéciale sur les produits de l'activité minière et le tiers de la seigneurie de justice.
Par un vol inédit commis à Anozel vers 1440, nous connaissons la distribution des parts aux propriétaires et seigneurs. Les ouvriers déposaient les diverses parts imposées sur un pré attenant aux installations le jour prescrit en fin de saison et les laissaient jusqu'à ce que les seigneurs les fassent enlever par leur soin. Si les seigneurs de Saulcy et Taintrux furent prompts à enlever leur part, des maraudeurs alsaciens passant opportunément à proximité de la fonderie en inactivité quelques jours plus tard saisirent avec bonheur celle délaissée par les riches chanoines de Saint-Dié. Ils embarquèrent les plaques de cuivre dans leur charrois vers l'Aussaye. Mais les commis des chanoines oublieux des vagues échéances s'en aperçurent quelques jours plus tard et firent valoir les droits du chapitre en diligentant une enquête.
La nécessité de nourrir les mineurs saisonniers, les mineurs spécialistes surveillants et responsables d'installations, les fondeurs et les charbonniers impliquent des proches équipements de restaurations et des réserves de grains. Ainsi les cols ou les vallons isolées en hiver possédaient des habitats plus ou moins précaires pour abriter ce surcroît de population et surtout des granges ou greniers à grain, lieux de pouvoir surveillés. C'est sans doute l'origine des toponymes comportant apparemment l'adjectif Grand, typique des zones minières comme Grandrupt qui pourraient désigner la vallée des graines, en dialecte les granges.

### Legs oublié du monde de la mine
Plus tard, il ne faut oublier que les histoires de mineurs impliquant des lutins et des nains ont été répétées par les cultivateurs voisins dont les ancêtres avaient pu être des manœuvres saisonniers. Le répertoire de ces groupes restreints de travailleurs catholiques, spécialistes de la mine étaient aussi souvent autrefois porteurs de thèmes grandiloquents, comme si les grands mineurs spécialistes représentaient des titans dévalisant la richesse minérale constituée par de lents phénomènes géologiques, équivalents modernes de patients nains âpres au gain ou conservateurs de leurs menues rapines.
Si la moquerie des conteurs paysans vis-à-vis des grands et des petits s'est souvent perdue par elle-même, une forte teneur salace a envahi les vieilles histoires les plus communes et a imposé des censures religieuses fortes au XVIIe siècle ou plus tard des affadissements ou détournements conformes d'histoires pour les rendre acceptable. Enfin, au XVIIIe siècle comme au XVIe siècle, les mineurs spécialistes sont souvent d'origine étrangères. Or à l'époque des Lumières, ce sont souvent des luthériens allemands rationalistes qui avaient éradiqué chez eux en partie depuis des générations les vieilles croyances. Parfois leur colère à la suite de beuveries se reportent sur des objets religieux catholiques, utiles à des pratiques d'autels empreintes selon eux de superstitions. Mais ces quelques vandales alcoolisés, momentanément actifs dans les églises, étaient protégés par leurs employeurs et seigneurs religieux, les chanoines étant alors tout aussi rationalistes qu'eux et ne leur imposant qu'une modeste réparation au grand dam des vieux croyants criant au sacrilège.

### Espace forestier et agropastoral
Le pourtour du massif du Kemberg était marqué autrefois par un grand nombre de fermes de hauteur, dont les prés et fourrières montaient souvent bien plus en altitude que la limite boisée ou forestière actuelle.
L'activité pastorale encore plus ancienne, c'est-à-dire la garde de porcs et bêtes rouges (vaches, génisses, chevaux vosgiens), a laissé une centaine de chants et d'airs musicaux à la tonalité changeante ou fondés sur le chant/contre chant, dits en patois li discanto di kébè. Avant le XVIIe siècle, il existait des droits de parcours traversant le massif, ainsi que diverses admodiations réglées par adjudications, notamment pour le droit de glandage ou glandée, de faînage ou faînée, car la forêt du Kemberg est à l'époque principalement constituées d'arbres feuillus, en particulier de chênes pubescents en versant ensoleillé et de hêtres au revers.

### Période moderne
À Anozel, dans la commune de Saulcy-sur-Meurthe, sur les flancs du Kemberg, Gaston Lung fonde en 1909 une ferme modèle avec des vaches montbéliardes sur une propriété de vingt hectares. Les bâtiments résolument modernistes sont spacieux, ainsi que les étables et la laiterie lumineuse.
Au lieu-dit du petit Kemberg, à Foucharupt, quartier de Saint-Dié, une grande ferme dotée de dépendances est même devenue une installation dédiée à la collecte laitière et de fabrication fromagère pour le profit éphémère de la centrale laitière Lung, entreprise fondée par le fils de Gaston Lung.
En traversant la forêt du Kemberg, le 17 novembre 1944, la 103e division d'infanterie entame la libération de Saint-Dié dévastée. Une plaque mémorielle rappelant cet événement a été inaugurée à l'occasion du 80e anniversaire de cet événement.

## Légendes

### Un lieu de pouvoir guerrier sous les roches Saint-Martin

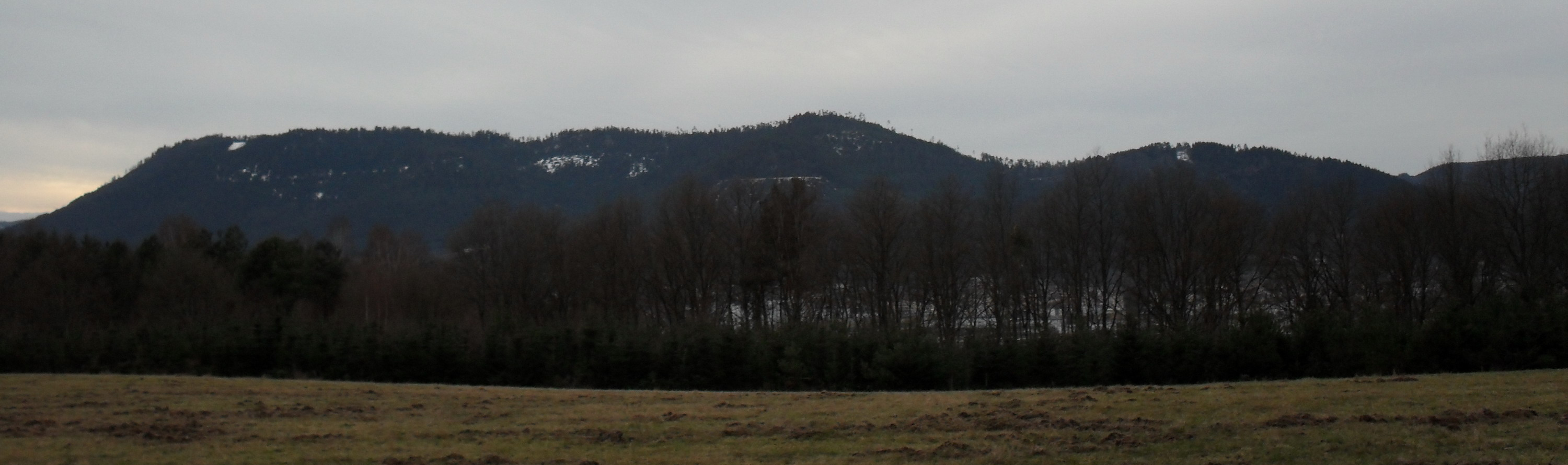
À droite de la masse du Kemberg vue des collines des Hautes-Fosses surplombant la vallée de la Fave, Saint-Martin avec la petite échancrure de ses roches

Un tel lieu de pouvoir, perpétué à travers les siècles, a laissé des traces innombrables dans la tradition et les légendes montagnardes. À l'ombre de ce massif, saint Dié est le premier chef chrétien connu d'un ban avant d'être sanctifié. Il succède à un panthéon païen sous l'invocation de couple de divinités : Tiuz, dieu de la guerre et Freya déesse du plaisir, séductrice et amoureuse, puis à l'époque gallo-romaine laisse la place son équivalent Mars et à sa compagne Vénus. Les croyances, à défaut de cultes, semblent également influencées aussi par les guerriers et hommes forts des vieilles traditions locales perpétuées par la figure Hercule dont le culte était notamment honoré à Deneuvre, sur le cours aval de la Meurthe.
Le bonhomme Dieudonné, familier du Kemberg, a fondé sous la roche Saint-Martin en 669 un lieu de rassemblement chrétien des hommes de la montagne en amont. En montant au-delà des sources du Petit-Saint-Dié vers les roches Saint-Martin, il existait selon la mémoire des anciens qui en ont vu les ruines, un vieux moutier, havre de repos du pieux bonhomme, fondateur du ban et de ses premiers fidèles retirés des charges.
Où placer le lieu de pouvoir religieux et militaire d'un ban, d'un nouvel espace chrétien qui s'étend essentiellement sur la grande vallée de la Meurthe en amont de Saint-Dié, si ce n'est au flanc de la petite montagne où la dite vallée se courbe en forme de crosse ? Les hauteurs du Kemberg permettent de couvrir miraculeusement à l'est et au sud les principales terres du chapitre. De même, depuis de nombreux points du val de Galilée, il est possible d'observer le Kemberg. Si l'hypothèse toponymique est cohérente, pourquoi ne pas y voir aussi un vieux district ou canton gaulois, puis gallo-romain en partie remanié par la fondation religieuse du ban mérovingien ?
L'histoire du Kemberg s'inscrit dans les temps du ban mérovingien, elle est liée au saint Dié primitif. Le déplacement carolingien des activités monastiques, en particulier sous égide bénédictine. La chapelle saint-Martin n'a longtemps été qu'à proximité d'un hospital et d'un modeste faubourg formant un simple rond de maison autour d'un place, où la route d'Alsace et la route de Rambervillers se rejoignaient par deux des trois portes. Pourtant, les fouilles improvisées des années 1880/90 ont prouvé que ce modeste habitat est occupé déjà à l'époque antique, puisque les fossés d'enceinte près de la Meurthe comportaient déjà débris de fonderies de cuivre et d'étain, minerais divers, céramiques et détritus d'incendie datables, pièces de monnaie à l'appui, entre 80 et 100 après Jésus-Christ.
Saint Martin est le saint vénéré par le bonhomme fondateur du ban. Les religieux martiniens ont été des moines rigoristes et iconoclastes préférant la parole écrite, ils ont combattu avec vaillance pour la foi chrétienne, détruit les idoles païennes et apporté l'évangile aux pauvres avant de s'assoupir dans leurs monastères. Leur chef Martin est lui-même un ancien officier romain devenu protecteur des pauvres. Mais ici, de façon surprenante, saint Martin tout en étant judicieusement mis à part du Kemberg, commande aussi à tout un monde chtonien, il est le patron des nains et des richesses minières de la vallée.

### Le sanctuaire souterrain des nains
Le Kemberg est le sanctuaire des nains des vallées et des profondeurs faillées de tout le ban montagnard. En celtique continental et en ancien français, le verbe proche du toponyme noble cambria ou cumbria signifie « agripper, saisir, piquer, voler, faire venir » (en allusion avec le matériau déblayé). Les populations celtes gardent l'idée que la rivière et d'autres entités mystérieuses saisissent, entrainent les terres et les roches, déblayent lentement et sélectivement les vallées. Les nains, sortes d'esprits des morts, vivent sous la terre. Selon le folklore médiéval, ils piquent, volent, dérobent sans pitié les choses de valeurs. Leurs présences bien souvent invisibles aux non-inspirés expliquaient ainsi les richesses minières selon le critère des anciennes populations.

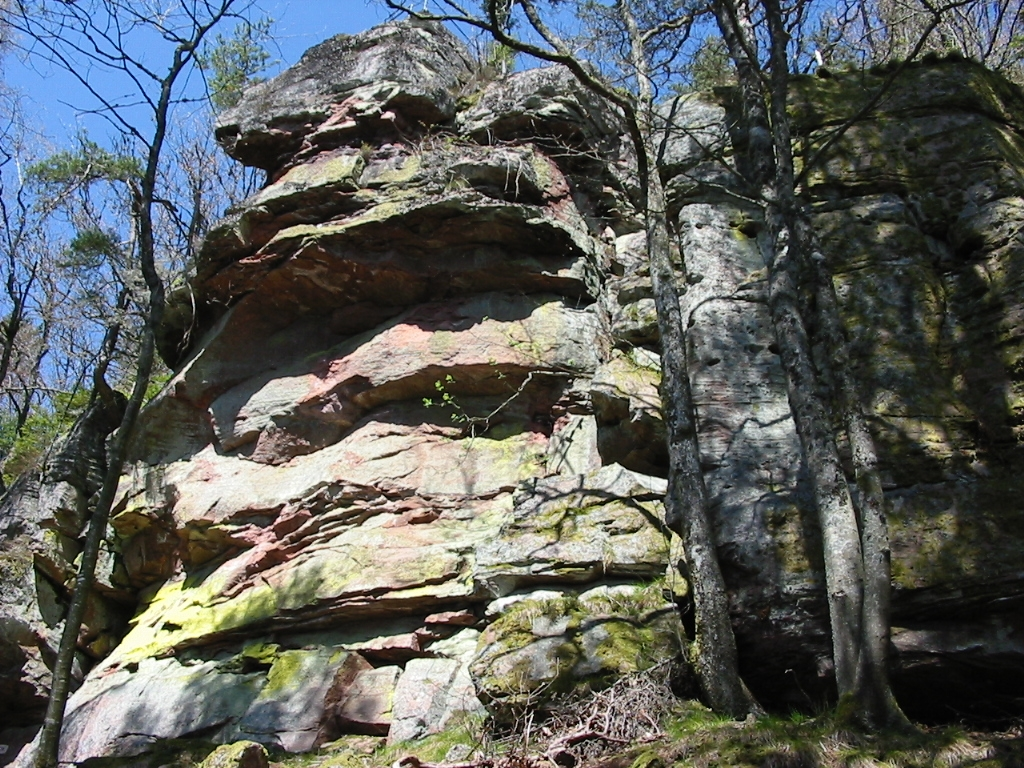
La roche d'Anozel (711 m) vue de sa base

C'est pourquoi les mineurs germaniques, ayant repris l'activité des mines d'Anozel avant le début du XVIe siècle, lui ont ajouté par zèle une terminaison berg, réhabilitant s'il en était besoin, ce petit sanctuaire minier et montagnard. Les nains de la légende sont toujours actifs, même si la réalité géologique est interprétée scientifiquement. Ils causent ainsi les mini-tremblements de terre incessants et majoritairement insignifiants enregistrés par nos sismographes alors que les géants, toujours généreux, et si souvent terreux, sales, brumeux, opaques restent cantonnés sur les faces et surtout les hauteurs des belles montagnes et ne troublent que les météores des poètes depuis belle lurette. Les nains sont des pilleurs et accapareurs, des voleurs sans vergogne de richesses.
Les vieux conteurs vosgiens mentionnaient leur avarice et leur appétit sexuel proverbiales. À force de vivre éternellement environnés de richesses, en particulier minérales, les nains connaissent les secrets de la matière. Autrefois se croyant abusés, trompés et volés par les titans, peuples ancêtres des forgerons, ils contribuent à rendre invisibles aux profanes les richesses de la terre, sous forme de minerais et à donner du clinquant par ruse à ce qui n'a aucune valeur.
Les nains, êtres chtoniens, exercent pour le monde minéral et animal une fonction analogue à celle des champignons et organismes décomposeurs du cycle biologique. Les anciens attendaient trois jours avant de mettre sous terre un corps, le cadavre avait besoin de cette durée minimale pour libérer son âme chaude, lumineuse et blanchâtre. Le tueur traditionnel d'un animal devenait son parrain symbolique, il prenait soin de ne pas répandre son sang sur la terre, respectait le rituel en disant l'aimer, c'est-à-dire en ne le faisant pas souffrir. L'ensemble des âmes humaines pleinement libérées, éprises de rayonnement composaient le monde des elfes, êtres modèle de bonté qui n'importunaient jamais personne.
Cette petite fraction de l'esprit des morts, homme ou animal, qui s'obstinait à rester sur le corps, ou à ne pas se séparer de la terre du lieu après incinération ou mise en terre, rejoignait le monde chtonien, constitué d'êtres qui exigent en menaçant, inquiètent ou angoissent souvent les humains, surtout les esprits faibles. Les nains envient avec une méchanceté cassante les hommes enthousiastes et entreprenants, regardent d'un œil lubrique les jeunes femmes, accaparent les biens terrestres avec une incommensurable avidité, se réjouissent de l'ignorance, de la bêtise, du malheur et de l'inévitable chute humaine, détruisent par dépit et sans discernement ce qu'ils ne peuvent avoir pour leur unique réconfort égoïste.

Le monde religieux a pacifié les nains et les a cantonné aux phénomènes souterrains des mines, en les dénommant simplement lutins. L'abbé Adrien Fresse, historien de Saulcy-sur-Meurthe, puisant dans cette tradition encore vivace à la Belle Époque, décrit au singulier le lutin de l'antique mine d'Anozel : 
« Toutes les mines ont leur génie, être merveilleux qui veille sur les trésors de la terre et s'obstine parfois à ne pas en permettre l'accès, soit en ébranlant les galeries, soit en lâchant les inondations. Les mineurs ne le voient que rarement, il est petit de taille, porte un képi rouge et un pantalon de même couleur, et toujours il tient un marteau à la main. Ordinairement, on l'entend travailler et marteler seul au fond des galeries ; mais tous les jours, il fait sa ronde et visite minutieusement marteau en main, tous les puits, toutes les galeries, tous les travaux. Rien n'échappe à sa vigilance. S'il frappe de son marteau, les poutres et pièces de charpente, il avertit par là les mineurs de bâtir, consolider, d'étançonner car le danger est proche et un éboulement imminent. Lorsqu'en revanche on entend frapper sur la roche, cela veut dire : Mineurs, allez de l'avant ! Courage, Bonheur ! »
Toutefois, si on reprend la première description publiée par le jeune séminariste et philomate Adrien Fresse, la description complète esquisse la vieille tradition, à la fois grivoise et maléfique. Le lutin de La Croix-aux-Mines s'appelle le petit minou, il est encore décrit en cœur tendre, mais viril et sans faiblesse : « Il est sans pitié quand la fille d'un mineur, qu'il a vue au lavoir des mines, et qui lui a plu par sa douce beauté, refuse de répondre à son amour ».